# 香堇酮
香堇酮（Ionone），是一种萜类物质，根据双键位置不同有三种异构体。 香堇酮的词源是希腊语，意思是香堇菜。中文常將香菫菜誤譯為紫羅蘭，兩者實為不同物種，而香堇酮也常被译作紫罗兰酮。
香堇酮属于玫瑰酮，存在于包括玫瑰精油的多种花精油中。β-香堇酮是玫瑰香气的主要贡献物，虽然其在精油中含量相对较低。香堇酮是一个重要的香料化学品，用于香水，香料和调味料。香堇酮在生物中来源于类胡萝卜素的降解。
胡萝卜素包括α-胡萝卜素，β-胡萝卜素，γ-胡萝卜素，叶黄素和β-隐黄质，都含有β-香堇酮结构，具有维生素A的活性，它们在动物体内可转化成视黄醇。无β-香堇酮结构的类胡萝卜素则不能被转换为视黄醇，没有维生素A活性。

## 合成
从植物精油提取的方法得到的量微且昂贵，香堇酮主要通过化学合成。
柠檬醛和丙酮在氧化钙催化下缩合得假性香堇酮（pseudoionone）：
机理如下，是一个典型的羟醛缩合反应：
再由酸催化关环，发生碳正离子重排，得香堇酮的各种异构体。机理如下：
磷酸催化主要得α-异构体，硫酸催化主要得β-异构体，三氟化硼催化主要得γ-异构体。

## 生物化学
空气中微量香堇酮就能被嗅觉捕获。α-香堇酮的阈值为3ppb（3×10−7mg/L），β-香堇酮为0.12ppb、(R)-γ-香堇酮为11ppb、(S)-γ-香堇酮为0.07ppb。